# Lucent
Lucent var ett telekomföretag i USA som bildades 30 september 1996 genom att AT&T styckades upp. Lucent bestod av det som tidigare varit Western Electric, Bell labs och AT&Ts system och teknikgrupp. 
2 april 2006 meddelade företaget att man går samman med franska Alcatel, och bildar Alcatel-Lucent. Med utgångspunkt i respektive bolags fjolårsredovisning innebar detta att ett bolag med en omsättning på 25 miljarder amerikanska dollar skapades. 